# Келіан Нсона
Келіан Нсона Ва Сака (фр. Kélian Nsona Wa Saka, нар. 11 травня 2002, Іврі-сюр-Сен, Франція) — французький футболіст конголезького походження, нападник німецької «Герти». На умовах оренди грає за нідерландський клуб «Еммен».

## Ігрова кар'єра

### Клубна
Келіан Нсона починав займатися футболом у своєму рідному місті Іврі-сюр-Сен. Пізніше він грав за молодіжні команди клубів «Париж» та «Кан», з яким у вересні 2019 року підписав професійний контракт. Саме у складі «Кана» Нсона і дебютував на дорослому рівні у грудні 2019 року у турнірі Ліга 2, коли вийшов на заміну в кінці матчі проти «Нансі».
У січні 2022 року Нсона перейшов до німецької «Герти», з якою підписав контракт до літа 2026 року.

### Збірна
Маючи конголезьке та камерунське коріння, у 2017 році Келіан Нсона почав виступи у складі юнацької збірної Франції.